# Setariopsis
Setariopsis is een geslacht uit de grassenfamilie (Poaceae). De soorten van dit geslacht komen voor in Noord- en Zuid-Amerika.

## Soorten
De Catalogue of New World Grasses [13 april 2010] erkent de volgende soorten:
- Setariopsis auriculata
- Setariopsis latiglumis